# 23am
23am är ett musikalbum av Robert Miles, utgivet 24 november 1997.

## Låtar på albumet
Alla låtar skrivna av Roberto Concina (Robert Miles) om inget annat anges.
1. Introducing (3:25)
2. A New Flower (5:58)
3. Everyday Life (10:30) (Concina, Frank Musker)
4. Freedom (5:51) (Concina, Musker)
5. Textures (3:14)
6. Enjoy (5:55) (Concina, Musker)
7. Flying Away (4:59)
8. Heatwave (5:56)
9. Maresias (5:48)
10. Full Moon (6:59) (Concina, Musker)
11. Leaving Behind... (2:21)